# Goya-díj a legjobb női főszereplőnek
A legjobb női főszereplőnek járó Goya-díjat az 1987-ben megtartott, első díjátadó óta adják át.
A legtöbb, három győzelmet Carmen Maura aratta. A legtöbb jelölést Penélope Cruz szerezte, tizenegy alkalommal, melyből kétszer bizonyult a legjobbnak.

## Győztesek és jelöltek
A kialakult gyakorlat szerint az Év oszlop a megjelenés dátumára utal, a tényleges díjátadót a következő évben tartották meg: például az 1999-es év legjobb női főszereplője díját a 2000-es díjkiosztó ceremónián adták át. 
Az alábbi listában minden évnél az első helyen a győztes áll, őt követi a többi jelölt.

### 1980-as évek
| Év                    | Színésznő                    | Színésznő            | Szerep                                   | Magyar cím                               | Eredeti cím              |
| 1986 (1. gála)        |                              |                      |                                          |                                          |                          |
| --------------------- | ---------------------------- | -------------------- | ---------------------------------------- | ---------------------------------------- | ------------------------ |
| 1986 (1. gála)        |                              | Amparo Rivelles      | Laura García                             |                                          | Hay que deshacer la casa |
| 1986 (1. gála)        | Victoria Abril               | Dorita               |                                          | Tiempo de silencio                       |                          |
| 1986 (1. gála)        | Ángela Molina                | Rosa                 |                                          | La mitad del cielo                       |                          |
| 1987 (2. gála)        |                              |                      |                                          |                                          |                          |
|                       | Verónica Forqué              | Ana Chamorro         | Vidám élet                               | La vida alegre                           |                          |
| Victoria Abril        | Consuelo "Chelo" García      |                      | El lute: camina o revienta               |                                          |                          |
| Irene Gutiérrez Caba  | Bernarda Alba                | Bernarda Alba háza   | La casa de Bernada Alba                  |                                          |                          |
| 1988 (3. gála)        |                              |                      |                                          |                                          |                          |
|                       | Carmen Maura                 | Pepa Marcos          | Asszonyok a teljes idegösszeomlás szélén | Mujeres al borde de un ataque de nervios |                          |
| Victoria Abril        | Ana Alonso                   |                      | Baton Rouge                              |                                          |                          |
| Ana Belén             | Alejandra Barrachina         | Miss Caribe          | Miss Caribe                              |                                          |                          |
| María Fernanda D'Ocón | Sor Mercedes                 |                      | Caminos de tiza                          |                                          |                          |
| Ángela Molina         | Charo                        |                      | Luces y sombras                          |                                          |                          |
| 1989 (4. gála)        |                              |                      |                                          |                                          |                          |
|                       | Rafaela Aparicio             | Nagymama             |                                          | El mar y el tiempo                       |                          |
| Victoria Abril        | Ramona / Menchu / Aurora Nin |                      | Si te dicen que caí                      |                                          |                          |
| Ana Belén             | Paloma                       |                      | El vuelo de la paloma                    |                                          |                          |
| Verónica Forqué       | Chusa                        | Csokiért a mórhoz    | Bajarse al moro                          |                                          |                          |
| Ángela Molina         | Pepita Morán                 | Szeretni való dolgok | Las cosas del querer                     |                                          |                          |

### 1990-es évek
| Év                      | Színésznő         | Színésznő                     | Szerep                                      | Magyar cím                                      | Eredeti cím   |
| 1990 (5. gála)          |                   |                               |                                             |                                                 |               |
| ----------------------- | ----------------- | ----------------------------- | ------------------------------------------- | ----------------------------------------------- | ------------- |
| 1990 (5. gála)          |                   | Carmen Maura                  | Carmela                                     | Jaj, Carmela!                                   | ¡Ay, Carmela! |
| 1990 (5. gála)          | Victoria Abril    | Marina Osorio                 | Kötözz meg és ölelj!                        | ¡Átame!                                         |               |
| 1990 (5. gála)          | Charo López       | Clara                         |                                             | Lo más natural                                  |               |
| 1991 (6. gála)          |                   |                               |                                             |                                                 |               |
|                         | Sílvia Munt       | Carmen Galán                  | Lepkeszárnyak                               | Alas de mariposa                                |               |
| Victoria Abril          | Luisa             | Szeretők                      | Amantes                                     |                                                 |               |
| Maribel Verdú           | Trini             | Szeretők                      | Amantes                                     |                                                 |               |
| 1992 (7. gála)          |                   |                               |                                             |                                                 |               |
|                         | Ariadna Gil       | Violeta                       |                                             | Belle Époque                                    |               |
| Penélope Cruz           | Silvia            | Sonka, sonka                  | Jamón, jamón                                |                                                 |               |
| Assumpta Serna          | Adela de Otero    | Tőrbe csalva                  | El maestro de esgrima                       |                                                 |               |
| 1993 (8. gála)          |                   |                               |                                             |                                                 |               |
|                         | Verónica Forqué   | Kika                          | Kika                                        | Kika                                            |               |
| Carmen Maura            | Ana               |                               | Sombras en una batalla                      |                                                 |               |
| Emma Suárez             | Lisa / Sofía      | Vörös mókus                   | La ardilla roja                             |                                                 |               |
| 1994 (9. gála)          |                   |                               |                                             |                                                 |               |
|                         | Cristina Marcos   | Yoli                          | Minden férfi egyforma                       | Todos los hombres sois iguales                  |               |
| Ana Belén               | Desideria Oliván  |                               | La pasión turca                             |                                                 |               |
| Ruth Gabriel            | Charo             | Megszámlált napok             | Días contados                               |                                                 |               |
| 1995 (10. gála)         |                   |                               |                                             |                                                 |               |
|                         | Victoria Abril    | Gloria Duque                  | Senki sem fog beszélni rólunk, ha meghalunk | Nadie hablará de nosotras cuando hayamos muerto |               |
| Ariadna Gil             | María             | Antarktisz                    | Antártida                                   |                                                 |               |
| Marisa Paredes          | Leo Macías        | Titkom virága                 | La flor de mi secreto                       |                                                 |               |
| 1996 (11. gála)         |                   |                               |                                             |                                                 |               |
|                         | Emma Suárez       | Diana                         | A kertész kutyája                           | El perro del hortelano                          |               |
| Ana Torrent             | Ángela Márquez    | Halálos tézis                 | Tesis                                       |                                                 |               |
| Concha Velasco          | Palmira Gadea     | A kert túloldalán             | Más allá del jardín                         |                                                 |               |
| 1997 (12. gála)         |                   |                               |                                             |                                                 |               |
|                         | Cecilia Roth      | Alicia                        | Martin H                                    | Martín (Hache)                                  |               |
| Maribel Verdú           | Marina            | A szerencsecsillag            | La buena estrella                           |                                                 |               |
| Julia Gutiérrez Caba    | Lola              |                               | El color de las nubes                       |                                                 |               |
| 1998 (13. gála)         |                   |                               |                                             |                                                 |               |
|                         | Penélope Cruz     | Macarena Granada              | Álomlány                                    | La niña de tus ojos                             |               |
| Cayetana Guillén Cuervo | Lucrecia Richmond | A nagyapa                     | El abuelo                                   |                                                 |               |
| Najwa Nimri             | Ana               | Az Északi-sarkkör szerelmesei | Los amantes del círculo polar               |                                                 |               |
| Leonor Watling          | Carmen López      |                               | La hora de los valientes                    |                                                 |               |
| 1999 (14. gála)         |                   |                               |                                             |                                                 |               |
|                         | Cecilia Roth      | Manuela Coleman               | Mindent anyámról                            | Todo sobre mi madre                             |               |
| Ariadna Gil             | Isabel            |                               | Lágrimas negras                             |                                                 |               |
| Carmen Maura            | Berta             | Lisszabon                     | Lisboa                                      |                                                 |               |
| Mercedes Sampietro      | Gloria            | Ha majd visszatérsz hozzám    | Cuando vuelvas a mi lado                    |                                                 |               |

### 2000-es évek
| Év               | Színésznő            | Színésznő                       | Szerep                                    | Magyar cím                    | Eredeti cím  |
| 2000 (15. gála)  |                      |                                 |                                           |                               |              |
| ---------------- | -------------------- | ------------------------------- | ----------------------------------------- | ----------------------------- | ------------ |
| 2000 (15. gála)  |                      | Carmen Maura                    | Julia García                              | A közösség                    | La comunidad |
| 2000 (15. gála)  | Icíar Bollaín        | Leo                             |                                           | Leo                           |              |
| 2000 (15. gála)  | Lydia Bosch          | Julia                           | Te vagy az egyetlen                       | Una historia de entonces      |              |
| 2000 (15. gála)  | Adriana Ozores       | Susana Grey                     | Gyilkosság holdtöltekor                   | Plenilunio                    |              |
| 2001 (16. gála)  |                      |                                 |                                           |                               |              |
|                  | Pilar López de Ayala | II. Johanna királynő            | Őrült Johanna                             | Juana la Loca                 |              |
| Victoria Abril   | Lola Nevado          | Bokszmeccs a lélekért           | Sin noticias de Dios                      |                               |              |
| Nicole Kidman    | Grace Stewart        | Más világ                       | The Others                                |                               |              |
| Paz Vega         | Angela               | Enyém vagy!                     | Sólo mía                                  |                               |              |
| 2002 (17. gála)  |                      |                                 |                                           |                               |              |
|                  | Mercedes Sampietro   | Liliana Rovira                  | Közhelyek                                 | Lugares comunes               |              |
| Ana Fernández    | Andrea               |                                 | Historia de un beso                       |                               |              |
| Adriana Ozores   | Ágata                | Senki élete                     | La vida de nadie                          |                               |              |
| Leonor Watling   | Elvira               | Anyám a lányokat szereti        | A mi madre le gustan las mujeres          |                               |              |
| 2003 (18. gála)  |                      |                                 |                                           |                               |              |
|                  | Laia Marull          | Pilar Pérez Villar              | Többet ne! (Vedd el a szemem)             | Te doy mis ojos               |              |
| Ariadna Gil      | Lola Cercas          | Salamina katonái                | Soldados de Salamina                      |                               |              |
| Adriana Ozores   | Amparo               | Alvó szerencse                  | La suerte dormida                         |                               |              |
| Sarah Polley     | Ann                  | Az élet nélkülem                | My Life Without Me                        |                               |              |
| 2004 (19. gála)  |                      |                                 |                                           |                               |              |
|                  | Lola Dueñas          | Rosa                            | A belső tenger                            | Mar adentro                   |              |
| Pilar Bardem     | María Zambrano       |                                 | María querida                             |                               |              |
| Ana Belén        | Hortensia Ocaña      | Dolgok, amelyekért érdemes élni | Cosas que hacen que la vida valga la pena |                               |              |
| Penélope Cruz    | Italia               | Ne menj el! (Ne mozdulj!)       | Non ti muovere                            |                               |              |
| 2005 (20. gála)  |                      |                                 |                                           |                               |              |
|                  | Candela Peña         | Caye                            | Utcalányok                                | Princesas                     |              |
| Adriana Ozores   | Pilar                |                                 | Heroína                                   |                               |              |
| Nathalie Poza    | Ana                  |                                 | Malas temporadas                          |                               |              |
| Emma Vilarasau   | Irene                | Hogy el ne felejts              | Para que no me olvides                    |                               |              |
| 2006 (21. gála)  |                      |                                 |                                           |                               |              |
|                  | Penélope Cruz        | Raimunda                        | Volver                                    | Volver                        |              |
| Silvia Abascal   | Finea                | A balga dáma                    | La dama boba                              |                               |              |
| Marta Etura      | Paula                | Sötétkékmajdnemfekete           | Azuloscurocasinegro                       |                               |              |
| Maribel Verdú    | Mercedes             | A faun labirintusa              | El laberinto del fauno                    |                               |              |
| 2007 (22. gála)  |                      |                                 |                                           |                               |              |
|                  | Maribel Verdú        | Ángela Montero                  | Hét francia biliárdasztal                 | Siete mesas de billar francés |              |
| Belén Rueda      | Laura García         | Árvaház                         | El orfanato                               |                               |              |
| Blanca Portillo  | Charo Gil            | Hét francia biliárdasztal       | Siete mesas de billar francés             |                               |              |
| Emma Suárez      | Nines                | A csillagos ég alatt            | Bajo las estrellas                        |                               |              |
| 2008 (23. gála)  |                      |                                 |                                           |                               |              |
|                  | Carme Elías          | Gloria Usaola                   |                                           | Camino                        |              |
| Verónica Echegui | Isa                  | A börtön udvarán                | El patio de mi cárcel                     |                               |              |
| Ariadna Gil      | Aurora Rodríguez     | A bosszú angyalai               | Sólo quiero caminar                       |                               |              |
| Maribel Verdú    | Elena Vadillo        | Vak napraforgók                 | Los girasoles ciegos                      |                               |              |
| 2009 (24. gála)  |                      |                                 |                                           |                               |              |
|                  | Lola Dueñas          | Laura Valiente                  | Élek és szeretek                          | Yo, también                   |              |
| Penélope Cruz    | Magdalena Rivas      | Megtört ölelések                | Los abrazos rotos                         |                               |              |
| Maribel Verdú    | Miranda              |                                 | Tetro                                     |                               |              |
| Rachel Weisz     | Hüpatia              | Agora                           | Ágora                                     |                               |              |

### 2010-es évek
| Év               | Színésznő           | Színésznő                     | Szerep                          | Magyar cím                | Eredeti cím          |
| 2010 (25. gála)  |                     |                               |                                 |                           |                      |
| ---------------- | ------------------- | ----------------------------- | ------------------------------- | ------------------------- | -------------------- |
| 2010 (25. gála)  |                     | Nora Navas                    | Florència                       | Fekete lelkek             | Pa negre (Pan negro) |
| 2010 (25. gála)  | Elena Anaya         | Alba                          | Egy éjszaka Rómában             | Habitación en Roma        |                      |
| 2010 (25. gála)  | Emma Suárez         | Alícia                        |                                 | La mosquitera             |                      |
| 2010 (25. gála)  | Belén Rueda         | Julia Levin / Sara            | Júlia szemei                    | Los ojos de Julia         |                      |
| 2011 (26. gála)  |                     |                               |                                 |                           |                      |
|                  | Elena Anaya         | Vera Cruz / Gal Ledgard       | A bőr, amelyben élek            | La piel que habito        |                      |
| Verónica Echegui | Laia                | Katmandu – Tükör az égen      | Katmandú, un espejo en el cielo |                           |                      |
| Salma Hayek      | Luisa Gómez         |                               | La chispa de la vida            |                           |                      |
| Inma Cuesta      | Hortensia Rodríguez | Az alvó hang                  | La voz dormida                  |                           |                      |
| 2012 (27. gála)  |                     |                               |                                 |                           |                      |
|                  | Maribel Verdú       | Encarna                       | Hófehérke                       | Blancanieves              |                      |
| Penélope Cruz    | Gemma               | Világra jőve                  | Venuto al mondo                 |                           |                      |
| Aida Folch       | Mercè               |                               | El artista y la modelo          |                           |                      |
| Naomi Watts      | María Bennet        | A lehetetlen                  | Lo imposible                    |                           |                      |
| 2013 (28. gála)  |                     |                               |                                 |                           |                      |
|                  | Marian Álvarez      | Ana                           | A seb                           | La herida                 |                      |
| Inma Cuesta      | Ruth Belloso        | Hárommal több esküvő          | Tres bodas de más               |                           |                      |
| Aura Garrido     | Ella                |                               | Stockholm                       |                           |                      |
| Nora Navas       | Geni Moncada        |                               | Tots volem el millor per a ella |                           |                      |
| 2014 (29. gála)  |                     |                               |                                 |                           |                      |
|                  | Bárbara Lennie      | Bárbara                       |                                 | Magical Girl              |                      |
| María León       | Sara                |                               | Marsella                        |                           |                      |
| Macarena Gómez   | Montse              |                               | Musarañas                       |                           |                      |
| Elena Anaya      | Lupe                |                               | Todos Están Muertos             |                           |                      |
| 2015 (30. gála)  |                     |                               |                                 |                           |                      |
|                  | Natalia de Molina   | Rocío Gómez                   |                                 | Techo y comida            |                      |
| Inma Cuesta      | Menyasszony         | Az ara                        | La novia                        |                           |                      |
| Penélope Cruz    | Magda               | Mama                          | Ma ma                           |                           |                      |
| Juliette Binoche | Josephine Peary     |                               | Nadie quiere la noche           |                           |                      |
| 2016 (31. gála)  |                     |                               |                                 |                           |                      |
|                  | Emma Suárez         | Julieta Arcos                 | Julieta                         | Julieta                   |                      |
| Penélope Cruz    | Macarena Granada    | Spanyolország királynője      | La reina de España              |                           |                      |
| Bárbara Lennie   | María Funes         |                               | María (y los demás)             |                           |                      |
| Carmen Machi     | Rosa                | Nyitott ajtó                  | La puerta abierta               |                           |                      |
| 2017 (32. gála)  |                     |                               |                                 |                           |                      |
|                  | Nathalie Poza       | Carla Miralles                | Nem tudok búcsút venni          | No sé decir adiós         |                      |
| Emily Mortimer   | Florence Green      | Könyvesbolt a tengerparton    | The Bookshop                    |                           |                      |
| Penélope Cruz    | Virginia Vallejo    | Escobar                       | Loving Pablo                    |                           |                      |
| Maribel Verdú    | Carmen              | Abrakadabra                   | Abracadabra                     |                           |                      |
| 2018 (33. gála)  |                     |                               |                                 |                           |                      |
|                  | Susi Sánchez        | Anabel Barnuevo               |                                 | La enfermedad del domingo |                      |
| Penélope Cruz    | Laura               | Mindenki tudja                | Todos lo saben                  |                           |                      |
| Lola Dueñas      | Estrella Aranda     | Utazás egy édesanya szobájába | Viaje al cuarto de una madre    |                           |                      |
| Najwa Nimri      | Lila Cassen         |                               | Quién te cantará                |                           |                      |
| 2019 (34. gála)  |                     |                               |                                 |                           |                      |
|                  | Belén Cuesta        | Rosa Domínguez                | A vég nélküli lövészárok        | La trinchera infinita     |                      |
| Penélope Cruz    | Jacinta             | Fájdalom és dicsőség          | Dolor y gloria                  |                           |                      |
| Greta Fernández  | Sara Garrido        | Egy tolvaj lánya              | La hija de un ladrón            |                           |                      |
| Marta Nieto      | Elena               | Anya                          | Madre                           |                           |                      |

### 2020-as évek
| Év                    | Színésznő             | Színésznő                       | Szerep                         | Magyar cím       | Eredeti cím |
| 2020 (35. gála)       |                       |                                 |                                |                  |             |
| --------------------- | --------------------- | ------------------------------- | ------------------------------ | ---------------- | ----------- |
| 2020 (35. gála)       |                       | Patricia López Arnaiz           | Lide Sagasti                   |                  | Ane         |
| 2020 (35. gála)       | Amaia Aberasturi      | Ana Ibarguren                   | Boszorkánygyülekezet           | Akelarre         |             |
| 2020 (35. gála)       | Kiti Mánver           | Lola Cruz                       | Lakás extrával                 | El inconveniente |             |
| 2020 (35. gála)       | Candela Peña          | Rosa Román                      | Rosa esküvője                  | La boda de Rosa  |             |
| 2021 (36. gála)       |                       |                                 |                                |                  |             |
|                       | Blanca Portillo       | Maixabel Lasa                   | Maixabel                       | Maixabel         |             |
| Emma Suárez           | Berta                 |                                 | Josefina                       |                  |             |
| Petra Martínez        | María                 |                                 | La vida era eso                |                  |             |
| Penélope Cruz         | Janis Martínez Moreno | Párhuzamos anyák                | Madres paralelas               |                  |             |
| 2022 (37. gála)       |                       |                                 |                                |                  |             |
|                       | Laia Costa            | Amaia                           | Altatódal                      | Cinco lobitos    |             |
| Marina Foïs           | Olga Denis            | Szörnyetegek                    | As bestas                      |                  |             |
| Anna Castillo         | Julia                 | Vadhajtások                     | Girasoles silvestres           |                  |             |
| Bárbara Lennie        | Alice Gould           | Isten útjai kifürkészhetetlenek | Los renglones torcidos de Dios |                  |             |
| Vicky Luengo          | Elena                 | Parafa                          | Suro                           |                  |             |
| 2023 (38. gála)       |                       |                                 |                                |                  |             |
|                       | Malena Alterio        | Lucía                           |                                | Que nadie duerma |             |
| Patricia López Arnaiz | Ane                   | A méhek húszezer fajtája        | 20.000 especies de abejas      |                  |             |
| María Vázquez         | Ramona                |                                 | Matria                         |                  |             |
| Laia Costa            | Nat                   | Egy szerelem                    | Un amor                        |                  |             |
| Carolina Yuste        | Conchita              |                                 | Saben aquell                   |                  |             |
| 2024 (39. gála)       |                       |                                 |                                |                  |             |
|                       | Carolina Yuste        | Arantxa                         |                                | La infiltrada    |             |
| Patricia López Arnaiz | Isabel                |                                 | Los destellos                  |                  |             |
| Julianne Moore        | Ingrid                | A szomszéd szoba                | La habitación de al lado       |                  |             |
| Tilda Swinton         | Martha / Michelle     | A szomszéd szoba                | La habitación de al lado       |                  |             |
| Emma Vilarasau        | Montse                | Lángoló ház                     | Casa en flames                 |                  |             |

## Fordítás
- Ez a szócikk részben vagy egészben  a   Goya Award for Best Actress című angol Wikipédia-szócikk ezen változatának fordításán alapul.  Az eredeti cikk szerkesztőit annak laptörténete sorolja fel. Ez a jelzés csupán a megfogalmazás eredetét és a szerzői jogokat jelzi, nem szolgál a cikkben szereplő információk forrásmegjelöléseként.